# Comuni urbani del Madagascar
Lista dei 45 comuni urbani del Madagascar, con provincia, regione, distretto e popolazione di ognuno.

## Lista
| Città                | Provincia    | Regione             | Distretto                | Popolazione |
| -------------------- | ------------ | ------------------- | ------------------------ | ----------- |
| Ambalavao            | Fianarantsoa | Haute Matsiatra     | Ambalavao                | 30 559      |
| Ambanja              | Antsiranana  | Diana               | Ambanja                  | 29 980      |
| Ambatolampy          | Antananarivo | Vakinankaratra      | Ambatolampy              | 26 549      |
| Ambatondrazaka       | Toamasina    | Alaotra Mangoro     | Ambatondrazaka           | 39 762      |
| Ambilobe             | Antsiranana  | Diana               | Ambilobe                 | 14 425      |
| Ambohimahasoa        | Fianarantsoa | Haute Matsiatra     | Ambohimahasoa            | 7 986       |
| Ambositra            | Fianarantsoa | Amoron'i Mania      | Ambositra                | 30 434      |
| Andapa               | Antsiranana  | Sava                | Andapa                   | 20 460      |
| Antalaha             | Antsiranana  | Sava                | Antalaha                 | 32 496      |
| Antananarivo         | Antananarivo | Analamanga          | Antananarivo Renivohitra | 1 613 375   |
| Antsirabe            | Antananarivo | Vakinankaratra      | Antsirabe I              | 176 933     |
| Antsiranana          | Antsiranana  | Diana               | Antsiranana I            | 80 001      |
| Antsohihy            | Mahajanga    | Sofia               | Antsohihy                | 19 878      |
| Arivonimamo          | Antananarivo | Itasy               | Arivonimamo              | 19 874      |
| Befandriana-Avaratra | Mahajanga    | Sofia               | Befandriana-Nord         |             |
| Betroka              | Toliara      | Anosy               | Betroka                  |             |
| Boriziny             | Mahajanga    | Sofia               | Boriziny                 | 12 000      |
| Farafangana          | Fianarantsoa | Atsimo-Atsinanana   | Farafangana              | 25 046      |
| Fenoarivo Atsinanana | Toamasina    | Analanjirofo        | Fenerive Est             | 20 439      |
| Fianarantsoa         | Fianarantsoa | Haute Matsiatra     | Fianarantsoa I           | 160 550     |
| Ihosy                | Fianarantsoa | Ihorombe            | Ihosy                    | 18 205      |
| Maevatanana          | Mahajanga    | Betsiboka           | Maevatanana              |             |
| Mahabo               | Toliara      | Menabe              | Mahabo                   |             |
| Mahajanga            | Mahajanga    | Boeny               | Mahajanga I              | 149 863     |
| Maintirano           | Mahajanga    | Melaky              | Maintirano               | 16 092      |
| Mampikony            | Mahajanga    | Sofia               | Mampikony                |             |
| Manakara             | Fianarantsoa | Vatovavy-Fitovinany | Manakara                 | 35 905      |
| Mananjary            | Fianarantsoa | Vatovavy-Fitovinany | Mananjary                | 28 498      |
| Mandritsara          | Mahajanga    | Sofia               | Mandritsara              |             |
| Maroantsetra         | Toamasina    | Analanjirofo        | Maroantsetra             | 22 503      |
| Marovoay             | Mahajanga    | Boeny               | Marovoay                 | 28 674      |
| Miarinarivo          | Antananarivo | Itasy               | Miarinarivo              | 13 568      |
| Moramanga            | Toamasina    | Alaotra Mangoro     | Moramanga                | 26 726      |
| Morombe              | Toliara      | Atsimo-Andrefana    | Morombe                  |             |
| Morondava            | Toliara      | Menabe              | Morondava                | 33 372      |
| Nosy Be              | Antsiranana  | Diana               | Nosy Be                  | 23 050      |
| Sainte-Marie         | Toamasina    | Analanjirofo        | Sainte Marie             |             |
| Sambava              | Antsiranana  | Sava                | Sambava                  | 31 069      |
| Tolagnaro            | Toliara      | Anosy               | Tolagnaro                | 42 944      |
| Toamasina            | Toamasina    | Atsinanana          | Toamasina I              | 200 568     |
| Toliara              | Toliara      | Atsimo-Andrefana    | Toliara I                | 113 014     |
| Tsiroanomandidy      | Antananarivo | Bongolava           | Tsiroanomandidy          | 25 391      |
| Vangaindrano         | Fianarantsoa | Atsimo-Atsinanana   | Vangaindrano             | 24 956      |
| Vatomandry           | Toamasina    | Atsinanana          | Vatomandry               | 10 259      |
| Vohemar              | Antsiranana  | Sava                | Vohemar                  | 15 202      |